# Fen Drayton
Fen Drayton est une paroisse civile et un village du Cambridgeshire, en Angleterre.